# Falzia blanca
La falzia blanca (Asplenium ruta-muraria) és una espècie de falguera de la família Aspleniaceae present a les zones temperades de l'hemisferi nord. Comú en el nord de la península Ibèrica, pot aparèixer també al centre, sud i llevant. Present als Països Catalans.

## Etimologia
El nom científic del gènere Asplenium fa referència a l'ús terapèutic que es donava a aquestes plantes durant l'edat mitjana per curar malalties lligades amb la melsa (melancolia, suposadament, causada per excés de bilis negra). Així, Asplenium seria una adaptació al llatí del grec "splen" (melsa), i ruta-muraria és un epítet compost per la paraula grega: ruta, ρυτη = "herba amarga" i murus = "mur, paret". Asplenium ruta-muraria va ser descrita per Carles Linne i publicat a Species Plantarum 2: 1081. 1753.

## Morfologia

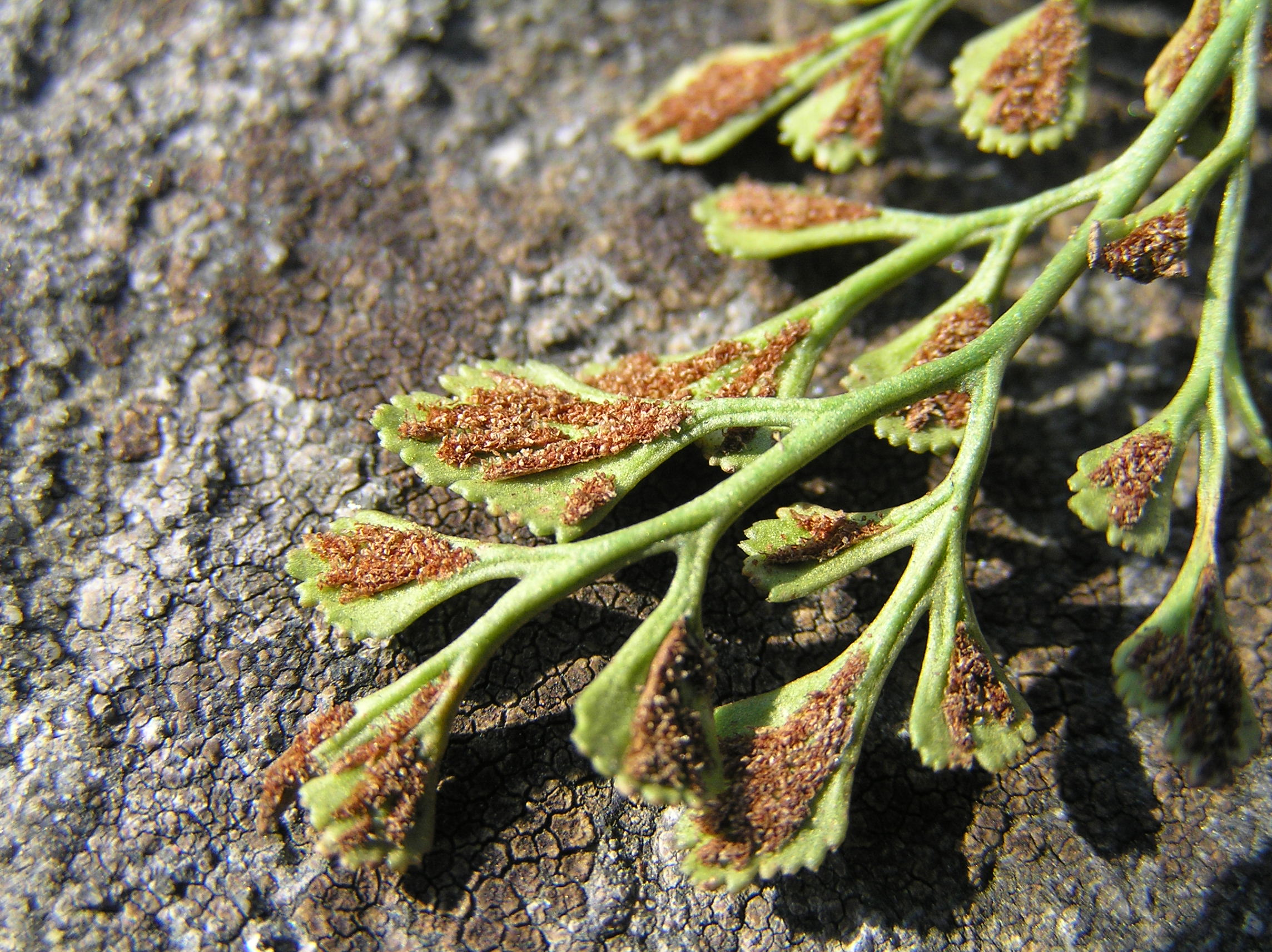
Aspecte dels sorus

Es tracta d'una planta rizomatosa de la qual emergeixen frondes en fascicles laxos. Aquestes frondes, de 2 a 15 cm de longitud, posseeixen làmines pinnades d'una a tres vegades. Les pínnules, en forma de falca, són senceres o denticulades. El pecíol, de color bru a la base, és verdós a la resta de la seva longitud. Els sorus, sota un indusi fimbriat, són linears. La forma vital és d'hemicriptòfit. Nombre de cromosomes d'Asplenium ruta-muraria i tàxons infraespecífics: n = 72.

## Hàbitat
Es tracta d'una espècie pròpia de fissures de roques calcàries i de tarteres en general, especialment en zones obagues i humides, a altituds superiors a 800 m.

## Usos
S'empra en medicina popular com expectorant, antitussigen i diürètic. Se n'usen les frondes. Es recol·lecta a finals de la primavera. Conté tanins, sals, mucílag, àcid gàl·lic. És pectoral, aperitiu, antitussigen. emmenagog, oftàlmic, astringent, hemostàtic suau. En forma de col·liri ha donat molt bons resultats en oftàlmia i nombroses malalties dels ulls.